# Acronicta euphrasiae
Acronicta euphrasiae là một loài bướm đêm trong họ Noctuidae.